# 薩拉曼卡學派
薩拉曼卡學派（西班牙語：Escuela de Salamanca）是一個在文藝復興時期由西班牙神學家們所發展集合而成的學術流派，以神學家弗朗西斯科·維多利亞等人的著作為主要根基。自從16世紀初期開始，隨著世俗人文主義、宗教改革和地理大發現的出現，傳統天主教教會所一貫抱持的世界觀、以及有關人類和上帝啟示的概念逐漸受到挑戰。薩拉曼卡學派便是為了解決這些問題而形成的。學派的名子來源於薩拉曼卡大學，維多利亞等人都在此大學任教。
包括弗朗西斯科·維多利亞、多明戈·索托（Domingo de Soto）、弗朗西斯科·蘇亞雷斯等自然法和倫理學的學者，建構了一個以神學和法學為基礎的學派，試圖將托馬斯·阿奎納的學說與新出現的經濟秩序相融合。學派研究的重點在於人類以及個人所面臨的實際問題（道德、經濟學、法律學等等），但學派內部在不同議題上也經常產生分歧，有時則導致相當激烈的爭議。
依據時間先後，薩拉曼卡學派又可以被分為兩個主要流派，薩拉曼卡派（Salmanticenses）以及科英布拉派（Conimbricenses），薩拉曼卡派開始於弗朗西斯科·維多利亞（1483–1546），並且在多明戈·索托（1494–1560）時達到最高峰。科英布拉派則是源於耶穌會信徒，當時耶穌會已經逐漸取代道明會成為天主教的主流修道會。來自耶穌會的成員包括了路易斯·德·莫利纳（1535–1600）、弗朗西斯科·蘇亞雷斯（1548–1617）、以及吉歐瓦尼·波特羅（Giovanni Botero）。科英布拉派的名稱是來自於葡萄牙的科英布拉大學。

## 法律和正義
薩拉曼卡學派提出的司法原則劃時代的以自由作為理論根基，這也象徵了歐洲中世紀司法概念的終結。學派主張的人的自然權利包括了肉體的權利（生命的權利、經濟的權利—例如擁有財產的權利）和精神上的權利（思想自由的權利以及人類尊嚴）。

### 自然法和人權
薩拉曼卡學派重新闡述了自然法的概念：法律源自於自然本身，所有存在於自然秩序中的事物都有這樣的法則。依據這個概念，所得到的明顯結論是：所有人類都擁有共同的本質，他們也都擁有共同的權利，例如自由的權利。這個結論直接駁斥了當時西班牙和歐洲盛行的一種概念—亦即美洲原住民是不成熟的或較低下的人種。薩拉曼卡學派因此承認了他們的權利，例如免於被迫改變信仰的權利、擁有他們土地的權利，這在當時的歐洲都是相當新奇的概念。
由於人類都活在社會裡，而非自行孤立生存，自然法也並不只限於個人。也因此，正義是社會中所實現的自然法。對於神學家Gabriel Vázquez（1549–1604）而言，自然法代表了一種依據正義採取行動的義務。

### 主權
薩拉曼卡學派區分了兩種權力的領域：自然的或人間的領域、以及超自然的領域，中世紀時超自然領域經常被用以作為君權神授說和教皇統治權力等理論的依據。薩拉曼卡學派區分兩種領域的直接結果，便是使得君王或皇帝不再具有統治靈魂的合法性，教皇也不再具有合法的世俗權力。伴隨這種概念而來的還包括了主張政府的合法權力有其一定限制。也因此，依據路易斯·摩里納的說法，一個國家就彷彿一個商業社會一般（就好像現代的公司），那些統治者也是權力的掌握者（有效的主權），這種權力是由全體人民結合而成的，統治者自身也包括在內。然而，在摩里納來看，社會統治個人的權力是遠遠高過公司統治其成員的權力的，因為一個國家的政府的權力是神所授予的，而不是僅僅是個人在進行商業往來時控制自身主權的權力。
在這個時期，英格蘭的君主專制政體擴展了君權神授說的理論，這種理論主張君王擁有神授的獨特統治權威，並宣稱人民們應該聽從君王的命令，否則便是違逆了神的旨意。為了駁斥這種說法，薩拉曼卡學派的成員主張「人民」本身是神授主權的媒介，只是在各種不同情況下，權力才流到了君王手中。在這方面進行最多研究的是弗朗西斯科·蘇亞雷斯，他在Defensio Fidei Catholicae adversus Anglicanae sectae errores（替天主教信仰辯護兼駁斥1613年聖公宗派之謬誤）中強烈的替人民主權辯護。依據他的說法，人出生以來便是自由的，不屬於其他人的奴隸，並且可以在一定情況下違抗甚至推翻一個不正義的政府。然而依據摩里納的說法，他認為政治權力並不附屬於任何人身上，他主張這種權力是授予給人民「全體」，而不是單獨的個人主權以及所有個人的結合，這也類似於後來讓-雅克·盧梭提出的人民主權理論，將人民們視為是一個結合了的集體，而這種集體的地位要高過全部個人相加起來的整合。
對蘇亞雷斯而言，社會的政治權力在本質上是源於契約的，因為社會共同體是由各種自由意志所集合而成的共識。而這種社會契約理論所得出的結論便是政府的本質形式必須是民主的，而寡頭政治或是君主專制都只被視為是第二流的制度，在後兩種制度中，統治者的統治根據僅在於宣稱他們是由人民所挑選出的（或至少是經過他們同意的）。

### 人民法和國際法
弗朗西斯科·維多利亞或許是第一名提出了ius gentium（人民的權利）理論的人，也因此是奠基現代人權概念的重要人物之一。他將社會的合法主權的理論進一步推展至國際層次，總結認為這個層次的統治者也必須要尊重並且對向全體成員的權利負起責任。世界的公共利益在層次上要優於每個國家各自的利益，這也表示了國與國之間的關係不能用武力來正當化，而是必須以法律與正義作依據。弗朗西斯科·維多利亞也因此提出了國際法的概念。
弗朗西斯科·維多利亞也將ius gentium的概念進行分類，他區分了ius inter gentes與ius intra gentes之間的差異。Ius inter gentes就相當於現代的國際法，並且有時可以套用至大多數國家（雖然屬於一種實體法而非自然法，它也不一定是普世的）。而ius intra gentes就相當於民法，在各個國家都是獨特的。

### 正義戰爭
由於戰爭是人類在世上最嚴重的罪惡之一，薩拉曼卡學派的成員總結認為只有在為了避免甚至「更為」邪惡的事物產生時才有理由發動戰爭。為了避免戰爭，外交的手段是較為理想的解決方式，即使是較為強大的國家亦然。薩拉曼卡學派所提出的「正義戰爭」例子包括了：
- 出於自衛，只要這樣的戰爭有勝利的可能性。如果失敗顯然是無可避免的，那麼這樣的戰爭只是犧牲寶貴人命而已。
- 為了擊敗即將展開攻勢的暴君而先行發動的戰爭
- 懲罰一個有罪的敵國的戰爭

而一場戰爭的正當與否並不只是基於戰爭的動機而已，還必須符合一系列的必要條件：
- 為了避免邪惡而發動的戰爭的程度不應該超過邪惡本身；不必要的使用暴力將會使之淪為不義之戰
- 政府可以發布「宣戰」，但他們的命令並不足以構成展開一場戰爭的理由。如果「人民」反對戰爭，那麼戰爭就是不正當的。人民有權利推翻一個發動了或正要發動不義戰爭的政府。
- 如果戰爭展開了，軍事行動仍須受到道德的限制。舉例而言，不能攻擊或殺害無辜的對象。
- 在發動戰爭之前必須要嘗試所有可行的對話和談判機會；戰爭只能保留作為最後的解決手段。

在這些原則下，擴張主義的戰爭、掠奪的戰爭、為了改變異教徒信仰而發動的宗教戰爭、或是純粹為了追求榮耀而發動的戰爭，在本質上全都是不正義的。

### 美洲的征服
薩拉曼卡學派所處的時期正是殖民主義開始的時代，西班牙是所有歐洲國家中唯一有知識分子團體公開質疑征服的合法性、而非將其正當化的國家。
弗朗西斯科·維多利亞首先開始批評那些「不正當的頭銜」。他是第一個敢於質疑亞歷山大六世所頒布的教皇詔書（被稱為「捐贈詔書」）中贈送的各種頭銜並不足以正當化佔有新發現的土地的人。他否認了教皇的至上地位和權威（因為依據他的說法，教皇在世俗世界并没什么權力），也否認教皇有權宣稱轉換美洲原住民的宗教信仰。維多利亞認為美洲原住民不該被視為宗教的罪人或是在智力上差人一截，主張他們生來都是自由的人，也都有擁有財產的正當權利。而那些到達美州的西班牙人並沒有資格強佔他們的土地，也沒有資格宣稱自己是他們的主人。
維多利亞也研究依據教皇所贈與的頭銜宣稱佔有新發現土地是否正當。他提出了八種正當佔有土地的頭銜，第一種、也是最重要的一種是來自於人與人之間的“共同交流”--组织关系和社会关系网络，如此人們就可以一起組成了一個“共同的社會”。Ius peregrinandi et degendi是每個人類在地球上四處旅行或進行貿易的權利，而無須受到來自特定領域的統治者或宗教的阻撓。對他而言，如果新大陆的“印第安人”不允許“被旅行”，那麼他们之中的反对党就有權利進行自衛戰爭，以保卫他们“在自己的土地上”有“被旅行”的权利。
第二種占有新發現土地的合法頭銜也是來自於人權和正義戰爭的理論。印第安人有權拒絕改變宗教信仰，但他們不能阻撓西班牙人前來佈道的權利，這種權利也類似於上述第一種“被旅行”的權利。然而，維多利亞注意到雖然這第二種權利可以被西班牙人用作為發動正義戰爭的理據，但是這樣的戰爭也不一定是必要的，因為戰爭可能導致更多死亡和毀滅，所以类似前述的“由反对党争取自身权利"的例子更多应被考虑。
其他需要类似解决方案的情形有：
- 當当地土著政府以武力强制原住民回归偶像崇拜时；
- 當新土地聚集了一定數量的基督徒，他們想要取得教皇認可時；
- 当一個專制政府或一个代理人政权傷害大量無辜生命（例如拿人命祭獻）時
- 當夥伴或朋友被攻擊時—例如許多在新大陸與西班牙結盟、但被阿茲特克管轄的地區，這樣的情況也可能構成正義戰爭的理據，而征服而來的土地也可能以第一個例子正當化。
- 當当地的土著政府缺乏适合的法律、专业人才和農業技術時，在這樣情況下，必须由基督教的慈善团体辅助当地机关咨询改进其法律和农业技术，合理对当地资源加以利用，須以照顧“印第安人”的利益為優先。不过，維多利亞本人對最後這一個例子抱持保留態度。

這一系列「正當」和「不正當」的理论並不被當時西班牙的統治者—查理五世皇帝所認可，皇帝认为这会导致西班牙在新大陸并无特權可言，他试图阻止这些知识分子传播这种理论，但从未获得成功。

## 經濟
約瑟夫·熊彼得在1954年出版的《經濟分析史》一書重新燃起了人們對於薩拉曼卡學派經濟學理論的興趣。雖然熊彼得並沒有將薩拉曼卡學派視為一個經濟學派，但他的確促長了學派在現代經濟學界的知名度。熊彼得著手研究了經院哲學的理論，尤其是在西班牙的經院哲學，並讚美16世紀當時的西班牙便已達成如此高層次的經濟學成就。他主張薩拉曼卡學派應該被視為是現代經濟學學科的奠基者。學派並沒有提出非常完整的經濟學體系，但他們建立了第一套現代的經濟學研究架構，試圖以此解釋在中世紀末期出現的新經濟秩序。不幸的是，薩拉曼卡學派的研究在那之後直到17世紀晚期為止都沒有被持續進行，許多他們提出的貢獻都被遺忘了，只有在現代才被重新發現。
雖然相差了數百年、兩者間也沒有明顯的連結，薩拉曼卡學派提出的經濟思想在很多方面都非常類似於現代的奧地利經濟學派，穆瑞·羅斯巴德還將薩拉曼卡學派稱為「古奧地利學派」。

### 邏輯
在1517年，一名來自安特衛普的商人向弗朗西斯科·維多利亞詢問進行商業貿易賺取個人財富是否具有道德正當性，從今天的觀點來看，這名商人提出的正是「企業家精神」是否正當的問題。維多利亞和其他神學家為此展開了經濟研究，他們拋棄了許多他們認為過時了的觀點，採納根基於自然法原則上的新觀點。
依據這些新觀點，世界的自然秩序是根基於各種人們、產品、和觀念的「自由循環」上，這種循環人們得以了解彼此、並且增進彼此的情感。這表示了商業貿易不但不該被譴責，反而是增進公共利益的有效方式。

### 私人財產
薩拉曼卡學派的成員都同意私人財產在刺激經濟上有正面的影響，這些經濟活動也進一步促進了人類整體的福利。Diego de Covarrubias y Leiva（1512–1577）認為人們不但有權利擁有他們自己的財產，也有權利獨佔他們財產所帶來的利益，儘管社會也可能因此得利，這種概念在當時是相當罕見的。不過，在一些特殊的緊急情況下，產品也是可以變成公共所有。
路易斯·摩里納則主張讓個人擁有財產會比由公共所有更能有效的運用財產。

### 貨幣、價值和價格
在價值的理論上，馬丁·阿斯皮利奎塔（Martín de Azpilcueta）以及路易斯·摩里納發展出了薩拉曼卡學派裡最完整的一套價值理論。阿斯皮利奎塔對於來自美洲新大陸的貴金屬的影響相當感興趣，他研究發現在那些貴金屬相當稀有的國家，貴金屬的價格通常高於在其他貴金屬較為常見的國家。也因此，貴金屬就有如其他任何貨物一般，其價值至少有一大部分是來自於他們的稀有性。這種稀有價值理論成為了第一套以數量解釋貨幣價值的理論。
在薩拉曼卡學派的時期，主流的價值理論一直是自中世紀留傳下來的生產成本價值理論（也類似於現代的勞動價值理論），亦即生產中消耗的成本是決定價值的唯一因素，也因此產品的價格必須與生產成本保持一致才是「正義價格」。Diego de Covarrubias和路易斯·摩里納為此發展出了相反的主觀價值理論，主張一件產品的有用與否會因為不同的人而改變，因此只有在自由貿易下雙方自願達成的買賣才屬於正義價格，除了被壟斷、詐騙、或政府干預所影響的情況例外。以今天的觀點來看，薩拉曼卡學派是自由市場理念的捍衛者，提出了價格是由供給和需求而非成本所決定的概念。
Luis Saravia de la Calle在1544年對此寫道：
「那些試圖以貿易或生產中的勞動、成本、或風險來測量正義價格的人，都犯下了極大的錯誤…因為正義價格是取決於貨物、商人、和貨幣的充足或短缺…而不是來自成本、勞動、與風險。為什麼一包花費大筆資金從布列塔尼陸上運輸而來的亞麻布，價值會超過另一包從便宜的海運送來的同樣貨物？為什麼一本用手抄寫的書會比另一本印刷出來的還要有價值，儘管印刷的那本更好、消耗成本更低？…正義價格絕對不是由成本所決定，而是由一般的價值衡量所決定的。」
不過，薩拉曼卡學派並不常有系統地採納這個理論，如同弗里德里克·哈耶克所寫道的：「他們始終沒有了解到，對一個人而言真正重要的並非只是一件或一種特定產品的價值，更包括了產品在一個人的價值衡量表上所佔有的位置…只有透過這種衡量表，每個人才能依據各自的偏好決定要如何分配資源。」

### 利息
在那個時期，高利貸一直被定義為是「對一項貸款收取任何的利息」，並且一直被天主教會所批判。教會在第二次拉特蘭會議中譴責任何還款超過原先借款總額的借貸。而在維埃納會議中則明確宣布禁止高利貸行為，並且宣布所有容忍高利貸的法案都會被歸類為異教徒行徑。在中世紀的經濟裡，借貸完全被視為是一種維持生計必需的措施（碰上欠收季、工作場所失火等等），在這些情況下，對借貸者收取利息都被視為是不道德的行為。
到了文藝復興時期，人口的大量流動促進了商業貿易，在這種環境下浮現的企業家精神也鼓舞了新的借貸產業發展。由於借款不再只是限於消費用途，也能做為生產用途，對於借貸的看法也開始改變。薩拉曼卡學派提出了許多用以正當化收取利息的理據。既然獲得借款的人獲得了好處，利息則可以被視為是付給借債方以補償其風險的費用。另外機會成本也是問題之一，因為借債方在那段期間內將會失去使用那筆資金的機會。最後，或許也是最重要的一點，就是認為貨幣本身便是一種貨物，因此使用一個人的貨幣也應該付給他一定的利息做為報酬。
馬丁·阿斯皮利奎塔也考慮到了時間在借貸中扮演的角色，如果假設所有事物不變，一個人或傾向於在當下而非未來取得一件產品，這種時間偏好（Time preference）指出了時間先後對於價值的影響。依據這個理論，利息便是用作於補償借債方在借貸期間失去使用資金的機會。

## 神學
在文藝復興時期，神學由於人文主義的崛起而逐漸衰退，經院哲學變成只不過是一種空虛而例行的研究方法論罷了。在弗朗西斯科·維多利亞領導下，薩拉曼卡大學展開了一段積極研究神學的時期，尤其是對於托馬斯學派的復興，使阿奎納的理論再次影響了整體的歐洲文化，尤其是歐洲的大學。或許薩拉曼卡學派對神學最基本的貢獻就在於以更貼近人性的角度研究問題，人性的重要性在那之前一直被忽略，學派也在這方面提出了許多之前沒有被探索過的問題。「實證神學」（positive theology）一詞就是用以描述這一波新的、更為實際的神學，以與早期的經院哲學做出區隔。

### 道德
在更早的時代，當宗教（無論天主教、喀爾文教派、伊斯蘭教等等）高過於一切事物，分析行為的道德與否的研究被視為是造福社會最實際而又最有效的方式。薩拉曼卡學派在法律和經濟上提出的許多新奇概念便是為了解決當時社會所面臨的各種新問題和挑戰。
學派研究認為一個基督教信徒也有可能做出壞事、而一個對基督教一無所知的人也有可能行善，這在當時是革命性的概念，因為這表示了道德並非取決於神。這在研究異教徒行為上也相當重要，因為異教徒長期以來一直被視為是邪惡的，僅僅因為他們不是基督徒。
在經過多年研究後，學派發展出了一套詭辯，可以用於解決所有的道德困境。不過，由於詭辯在本質上永遠無法完成，學派也開始研究更為完整的原則或原理。也是從這裡學派發展出了或然論（Probabilism），判斷事物的最高尺度並非是真理，而是最可能邪惡的一邊。這個原則主要由Bartolomé de Medina所提出，並且由弗朗西斯科·蘇亞雷斯繼續研究，或然論在接下來的幾個世紀裡成為了最重要的道德思想學派之一。

### 救援爭論
在16世紀末期發生的「救援爭論」（De auxiliis）是一場在耶穌會和多明我會之間爆發的爭論。爭論的話題圍繞於聖寵和預定論概念，亦即一個人要如何將自身的自由意志與上帝的全知共存。在1582年，耶穌會的Prudencio Montemayor和Luis de León公開鼓吹人類自由，Domingo Báñez則認為他們給予自由意志太大的空間，並批評他們的理論就好像異端一般；他於是向西班牙宗教法庭控告兩人信奉伯拉纠主义：一個主張人類自由意志可以決定原罪以及上帝聖寵，在當時被視為異端的教派。結果導致Montemayor和León被禁止教學，並且禁止他們對自己的理念作出辯護。
León接著向天主教會的最高宗教法庭控告Báñez，指控他「犯下了路德教派的大錯」—亦即那些馬丁·路德的追隨者。因為在路德教派和新教的教義下，人與生俱來就是帶有原罪的，並且只能靠自己的努力獲得救贖，也只有上帝才能賦予聖寵。不過最後Báñez被宣告無罪。
爭論並沒有就此結束，路易斯·摩里納繼續寫下Concordia liberi arbitrii cum gratiae donis（1588）一書反擊，這被視為是闡述耶穌會立場最好的一本著作。爭論在接下來數年裡持續進行，多明我會還曾要求克勉八世譴責摩里納的Concordia一書。最後保祿五世在1607年承認了多明我會和耶穌會兩派表達各自立場的權利，禁止雙方再度以抹黑對方為異教的手段進行爭論。

### 邪惡的存在
為何在一個由全知全能的上帝全盤掌握的世界中會有邪惡的存在，自古以來一直是許多爭論聚焦的重點（見罪惡問題）。維多利亞試圖解決這個問題，他首先主張自由意志是上帝給予每個人的禮物，然而並非每個人都會以自由意志選擇正確的事物。也因此，邪惡的產生是人類的自由意志的必然後果。

## 外部連結
- 薩拉曼卡學派 在History of Economic Thought網站.
- 穆瑞·羅斯巴德, 奧地利學派的前身 （页面存档备份，存于）